# Seth Wescott
Seth Wescott, né le 28 juin 1976 à Durham, Caroline du Nord, est un snowboarder américain, spécialisé dans l'épreuve de cross dont il a été le champion olympique en 2006 et 2010 et champion du monde en 2005.

## Palmarès

### Jeux olympiques

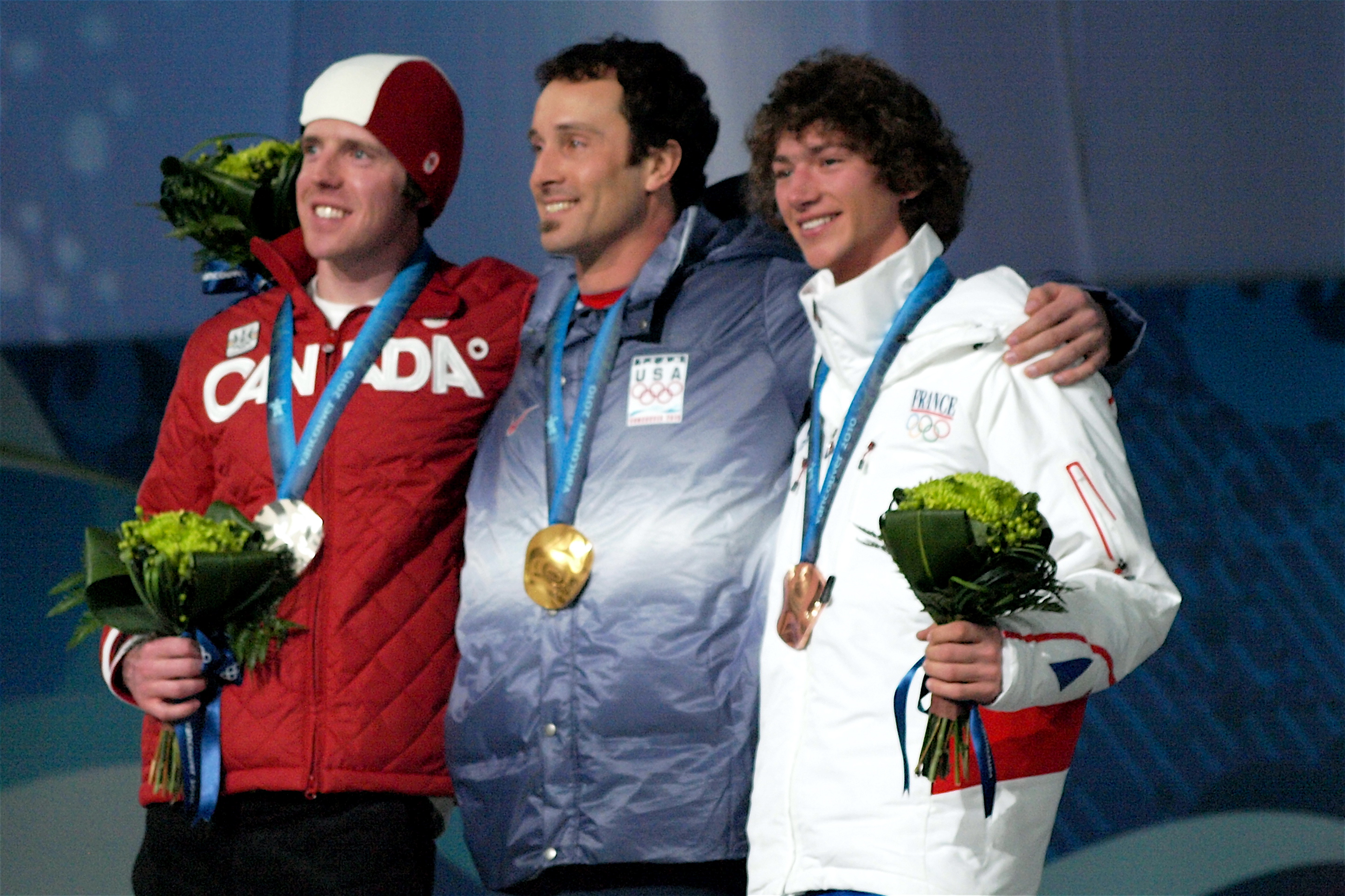
Seth Wescot (au milieu) à la remise des médailles des JO 2010

- Jeux olympiques de 2006 à Turin (Italie) :
  -  Médaille d'or en Cross.
- Jeux olympiques de 2010 à Vancouver (Canada) :
  -  Médaille d'or en Cross.

### Championnats du monde
- Championnats du monde 2003 à Kreischberg (Autriche) :
  -  Médaille d'argent en Cross.
- Championnats du monde 2005 à Whistler (Canada) :
  -  Médaille d'or en Cross.
- Championnats du monde 2007 à Arosa (Suisse) :
  -  Médaille d'argent en Cross.

### Coupe du monde
- Meilleur classement au général du Cross : 6e en 2006.
- 3 podiums en course.